# スズキ・バレーノ
バレーノ（BALENO）は、スズキが日本国外で販売しているハッチバックタイプの乗用車である。また、日本市場においては2016年（平成28年）3月から2020年（令和2年）7月まで販売された。

## 初代 WB32S/42S型（2015年 - 2022年）

### 概要
第85回ジュネーブモーターショーに出品したコンパクトカーのコンセプトモデル「iK-2」をベースに市販車化したもので、第66回フランクフルトモーターショーで世界初公開。製造はインドの現地法人であるマルチ・スズキ・インディアのマネサール工場で行われ、インドから全世界向けに供給される。日本市場にも投入されるが、マルチ・スズキ製（すなわち「インド製」）のモデルが投入されるのはスズキとして初めてで、日本の自動車メーカーとしてもインドで生産された車両を輸入するのは前例がないという。この施策について、スズキ会長の鈴木修は「一番量が売れるのがインドだからインドでつくる。（インド・マネサールの）工場は日本のレベルに到達し、日本でつくるよりコスト的にもメリットがある」と説明している。
イタリア語で「閃光」の意味を表す「バレーノ」（"BALENO"）の車種名は元々、3代目カルタス（クレセント）の欧州での車種名として使用されており、再起用される形となった。
インド市場では2021年の年間売上でワゴンR、スイフトに次いで3番目となる172,241台を売り上げ、マルチ・スズキの主力車種の1つを担っているが、日本市場では年間6,000台の販売目標の20%以下にとどまり、2020年上半期での終売となった。

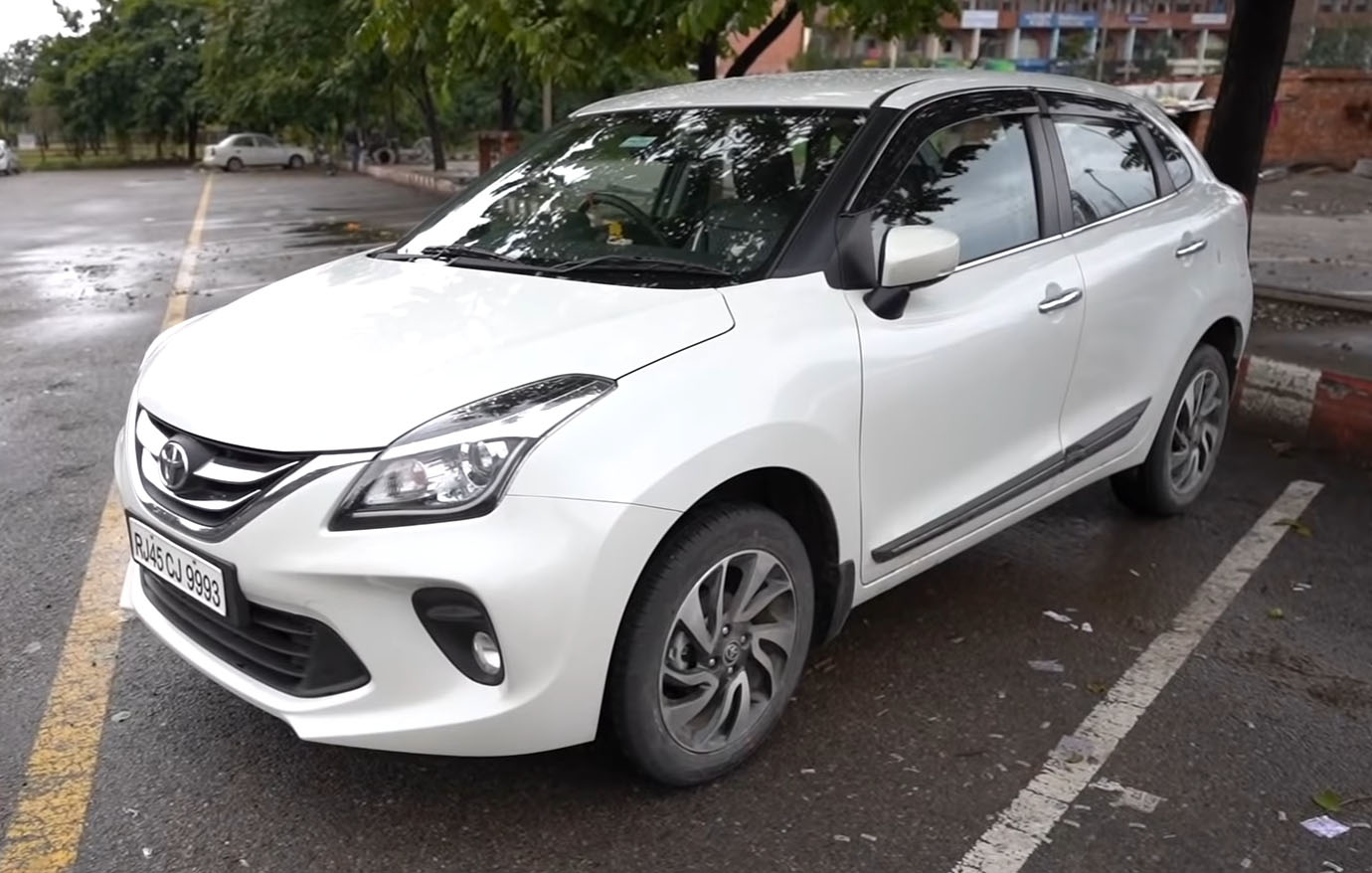
トヨタ・グランツァ

一方、2018年3月29日に発表されたトヨタ自動車との完成車相互供給の基本合意に基づき、2019年春ごろよりトヨタへOEM供給予定とされ、2019年6月6日にインド市場向けモデルとして「トヨタ・グランツァ（GLANZA）」の名で販売されることが正式に発表された。なお、グランツァ（GLANZA）の名称はかつてトヨタが日本市場向けにスターレットのグレード名に使用していたものである。その後、2020年9月1日にはトヨタグループの商社である豊田通商を通じて、アフリカ市場向けモデルとして「トヨタ・スターレット」の名で販売されることが発表された。

### メカニズム
プラットフォームにはBセグメント用（北米でいうサブコンパクトカークラスに相当）の新開発プラットフォームを採用した。バレーノが本プラットフォームを採用する最初の車種であり、今後、スズキが発売するBセグメント車にも採用する予定である。骨格部を連続する滑らかな形状とすることで補強部品を減らし、板厚を見直して最適化することでボディ全体の軽量化に貢献するとともに、高い剛性も両立している。また、前輪タイヤの切れ角を大きめに設計できるようにすることで、2,520 mmのロングホイールベースを採用しながら最小回転半径を4.9 mに抑えている。
車格としてはスイフトと同じだが、ボディサイズはスイフトより全長と全幅を一回り大きくし、車高をやや下げ、ラゲッジスペースを広くとる形としている。チーフエンジニアの伊藤邦彦はこのスタイリングについて、日本メーカーの同クラス車種（トヨタ・ヴィッツ（ヤリス）、ホンダ・フィット、マツダ・デミオ（MAZDA2）、日産・ノートなど）が「居住性の良さが訴求ポイントのメインになっていって、だんだん背が高くなっている」として、これらとは一線を画し、「格好良さと居住性をバランスさせることを目標に開発している」と述べ、フォード・フィエスタ、フォルクスワーゲン・ポロ、ヒュンダイ・i20などの日本国外のメーカーのコンパクトカーを競合車種として想定しているという。
パワートレーンについては、日本市場向けには1.2 L直列4気筒「デュアルジェットエンジン」のK12C型と、ダウンサイジングコンセプトの1.0 L直列3気筒ガソリン直噴ターボエンジン「ブースタージェットエンジン」のK10C型の2種類が用意される。「デュアルジェットエンジン」はソリオ・イグニス用と同じもので、インジェクターを燃焼室の近くに配置し、1つの気筒に2つ設置することで熱効率を高める「デュアルインジェクションシステム」と、排気ガスの一部を冷却して燃焼室内に戻し、燃焼温度を下げることでノッキング抑制効果を高める「クールドEGRシステム」を採用しており、「平成17年基準排出ガス基準75%低減レベル（☆☆☆☆）」と平成32年度燃費基準を同時に達成している。日本市場初投入となる「ブースタージェットエンジン」は直噴化と過給器によって1.0Lの小排気量ながら1.6LのNAエンジンに相当する高出力・高トルクを実現すると同時に、「平成17年基準排出ガス50%低減レベル（☆☆☆）」認定取得と低燃費（JC08モード燃費 20.0km/L）も両立している。トランスミッションはエンジンによって異なり、「デュアルジェットエンジン」にはCVTを、「ブースタージェットエンジン」には6速AT（マニュアルモード付）をそれぞれ採用する。「デュアルジェットエンジン」もインドで生産されるが、「ブースタージェットエンジン」は日本で生産した後インドへ輸出し、現地で組み立てる形をとる。
安全面ではミリ波レーダー（レーダー部はフロントのSマークエンブレムと一体化されている）方式の衝突被害軽減システム「レーダーブレーキサポートII」を標準装備しており、前方衝突警報機能、前方衝突警報ブレーキ機能、前方衝突被害軽減ブレーキアシスト機能、自動ブレーキ機能で構成されている。さらに、ESP、エマージェンシーストップシグナル、ヒルホールドコントロール（坂道発進時にブレーキペダルからアクセルペダルに踏みかえる際、一時的にブレーキ（最長2秒間）を保持して車両の後退を防ぐ機能）も標準装備されている。

### 年表
- 2015年
  - 2月6日 - 第85回ジュネーブ国際モーターショーにコンパクトカーのコンセプトカーである「iK-2」を世界初出品することを発表し、運転席側サイドのシルエット画像も併せて公開された[15]。
  - 3月3日 - 第85回ジュネーブ国際モーターショーにてコンセプトカー「iK-2」を世界初公開[1]。
  - 8月7日 - 第66回フランクフルト国際モーターショーで「iK-2」の量販モデルとなる「バレーノ」を世界初公開することを発表[16]。
  - 9月15日 - 第66回フランクフルト国際モーターショーで「バレーノ」を世界初公開[2]。
  - 10月26日 - インド子会社のマルチ・スズキ・インディアを通じてインドでの生産・販売を開始。インド向け仕様では1.2Lガソリン車と1.3Lディーゼル車が設定され、プレミアム車を扱う販売網「NEXA」にて、S-CROSS（エスクロス、日本でのSX4 S-CROSS）に次ぐ2車種目として販売される。併せて、本車種をグローバルカーとして世界各国への輸出することも発表された[17]。
  - 10月30日 - 第44回東京モーターショーに参考出品車として日本初出展[18]。

- 2016年

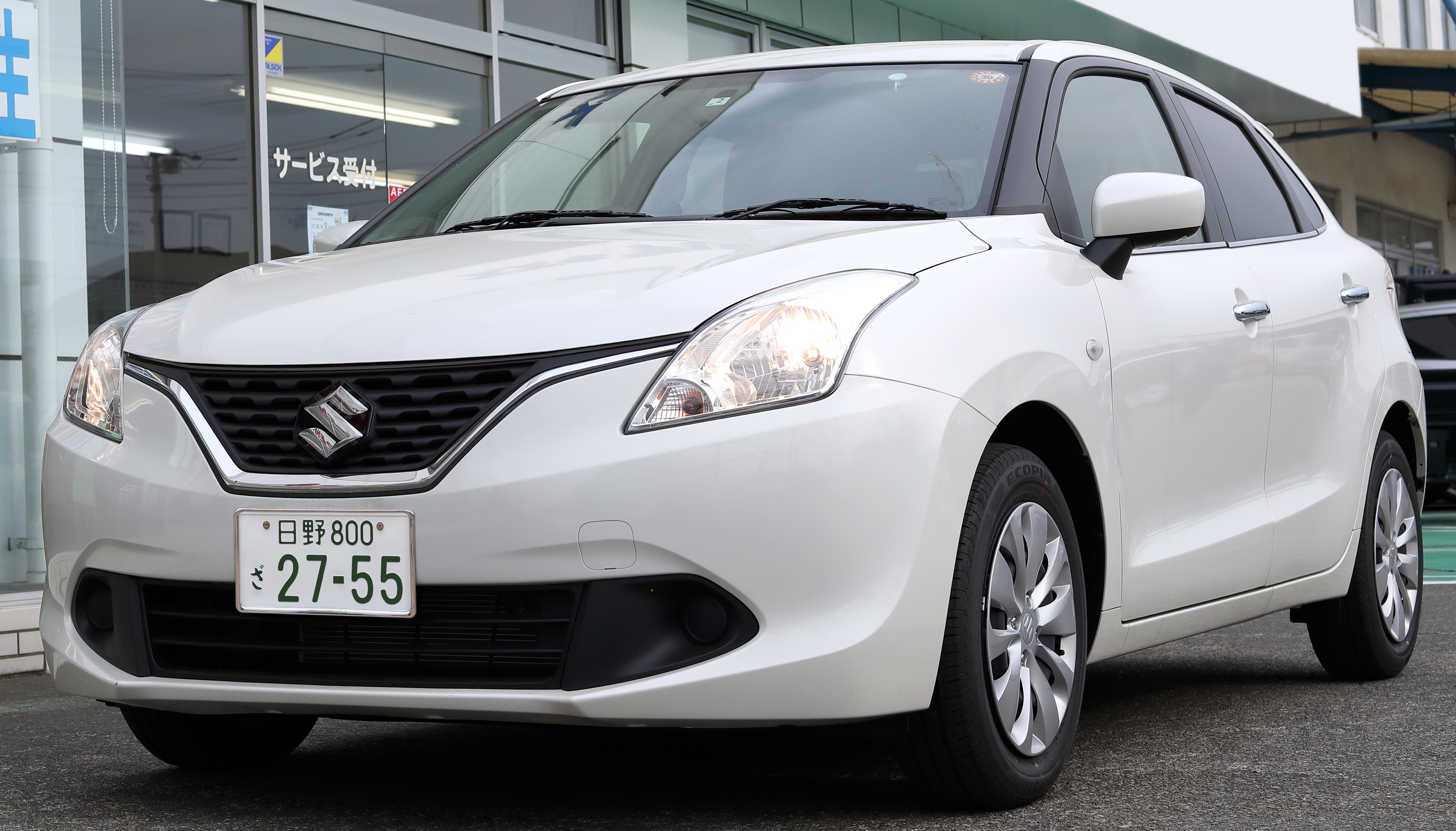
アークティックホワイトパール (XG)

  - 3月9日 - 日本で公式発表し、販売開始[19]。年間販売目標台数は6,000台を目標としている[20]。販売開始時点では1.2Lデュアルジェットエンジン仕様の「XG」のみを販売。マルチリフレクターハロゲンヘッドランプ（マニュアルレベリング機構付）、ウレタン製ステアリング・ホイール、エコドライブアシスト照明、15インチタイヤ（175/65R15）&フルホイールキャップなどを装備し、ボディカラーはオプションカラー2色を含む5色を設定する。
  - 5月13日 - 日本向け仕様に1.0 Lブースタージェットエンジン仕様の「XT」を追加し、販売開始。ディスチャージヘッドランプ（ハイ/ロービーム、マニュアルレベリング機構付）、オートライトシステム、LEDポジションランプ、6速マニュアルモード付パドルシフト、LEDサイドターンランプ付ドアミラー、16インチタイヤ（185/55R16）&アルミホイールなどを装備し、エアコンをフルオートに、ステアリング・ホイールを本革巻きにそれぞれグレードアップ。フロントマルチリフレクターハロゲンフォグランプ、助手席シートヒーター、ステアリングオーディオスイッチ、カラーマルチインフォメーションディスプレイ、フロントセンターアームレスト、本革シート表皮、フロントセンターコンソールドリンクホルダー（2か所）、リアセンターコンソールトレー、センターコンソールボックスをひとまとめにしたセットオプションも設定される。併せて、ボディカラーに「オータムオレンジパールメタリック」と「レイブルーパールメタリック」の2色を追加した。
  - 11月17日 - 日本向け仕様に新グレード「XS」を追加し、同日より販売開始[21]。1.2Lデュアルジェットエンジン車「XG」の上級仕様として追加されるもので、1.0Lブースタージェットエンジン車「XT」にも装備されているディスチャージヘッドランプ（ハイ/ロービーム、マニュアルレベリング機構付）、オートライトシステム、LEDポジションランプ、フルオートエアコン、本革巻きステアリング・ホイール、LEDサイドターンランプ付ドアミラー185/55R16タイヤ・16インチアルミホイールを装備したほか、「XT」ではセットオプション設定となるフロントマルチリフレクターハロゲンフォグランプ、助手席シートヒーター、ステアリングオーディオスイッチ、カラーマルチインフォメーションディスプレイ、フロントセンターアームレスト、センターコンソールトレー（リア）、センターコンソールボックスが標準装備される。
  - 12月 - 日本向けの最廉価グレードであった「XG」の販売を終了した。
- 2018年5月16日 - 日本向け「XT」の仕様を変更[22]。K10C型の使用燃料が従来のプレミアムガソリンから「XS」と同じレギュラーガソリンに変更された（使用燃料の変更に伴い、最高出力は82kw（111ps）から75kw（102ps）に、最大トルクは169Nm（16.3kgm）から150Nm（15.3kgm）にスペックダウンし、JC08モード走行での燃料消費率も20.0km/Lから19.6km/Lに低下している）。併せて、前述したセットオプションの装備品がすべて標準装備化され、ボディカラーの「アーバンブルーパールメタリック」が廃止された。
- 2019年
  - 1月22日 - インド向け仕様のマイナーチェンジモデルのティザー画像を公開し、予約受注が開始された[23]。
  - 1月28日 - インド向け仕様をマイナーチェンジ[24]。フロントフェイスが刷新され、フロントグリルは大型化され、立体的かつ、アンダー部のメッキを強調した新デザインとなり、バンパーもデザインを変更。ヘッドランプはLED化された。内装面ではシートデザインをネイビーブルーとブラックのデュアルトーンデザインのファブリックに変更。機能面ではスピードアラートシステムやリアパーキングアシストセンサーなどで構成された運転支援システム「ADAS」が採用され、タッチインフォテイメントシステムからスマートフォンやクラウドベースのサービスと連携し、音楽を聴くだけでなく、ニュース・天気の閲覧や飲食店の検索なども可能な「スマートプレイスタジオ」も採用された。
  - 4月 - 日本向け仕様でボディカラーの設定を変更。「レイブルーパールメタリック」と入れ替えで「スターゲイズブルーパールメタリック」を設定し、銀系（オプションカラー）の「プレミアムシルバーメタリック3」を「プレミアムシルバーメタリック4」に差し替えた。
- 2020年
  - 3月 - 日本向け仕様の生産を終了[25]。
  - 7月 - 公式サイトへの掲載を終了し、日本市場向けには販売会社保有の在庫分のみの販売となった[25][26]。なお、日本市場向けモデルの総輸入販売台数は約2,500台程度であった。
- 2021年11月 - インドでの国内累計販売100万台を達成した[7]。

## 2代目（2022年 - ）

### 概要
2代目モデルでは、初代モデルのパッケージングを維持しつつ、内外装の刷新と装備の充実化が図られた。また販売は初代と同じくNEXAで行われる。 
外観はルーフライン後方にかけて傾斜が強調され、ボディーサイドのキャラクターラインは大胆さを強調するためデザインを変更。フロントグリルは下部にクローム加飾が配置され、初代モデルよりもワイド化された。
装備面では9インチタッチパネルを搭載したディスプレイオーディオが採用され、全方位モニターに対応したほか、日本ではワゴンRなどに採用されているヘッドアップディスプレイを採用。また、日本ではスペーシアシリーズから導入されているコネクテッドサービス「スズキコネクト」に対応し、それに伴って車載通信機が標準装備された。 Android AutoおよびApple CarPlayによるスマホ連携や音声操作に対応したインフォテインメントシステムも可能になる。
後席のシートクッションの素材や形状を変更し、エアコン吹き出し口を後部座席にも配置し、USB充電ソケットなども装備された。
グレードはエントリーの「デルタ」と上級のゼータの2つになる。
CNG仕様では、燃料として圧縮天然ガスおよびガソリンのどちらも使用できる1.2リッターエンジンを搭載し、圧縮天然ガス使用時が77.49ps/98.5Nm、ガソリン使用時が89.73ps/113Nmとなる。トランスミッションはMTのみ設定する。
なお、2代目モデルについても日本市場への再投入が検討されたが、日本市場でのニーズを考慮し、バレーノではなくバレーノとプラットフォームを共有するコンパクトSUVのフロンクスを投入することとしている。

### 年表
- 2022年
  - 2月7日 - フルモデルチェンジに先立ち、2代目モデルのティザー写真が公開された[29]。
  - 2月23日 - インドで初のフルモデルチェンジが発表され、同日より発売された。また、アフリカ、中南米、中東などへ順次輸出することも発表された[7][30]。
  - 10月31日- CNG仕様のバレーノSｰCNGを発表[27]。

### 注記
1. ↑  日本以外の他メーカーでインドで生産されたモデルを日本市場に投入した例としては、フォード・エコスポーツ（2012年製造開始の2代目モデル）、ジープ・コンパス（2代目）がある。
2. ↑  上位10車種のうち、トップ3を含む8車種をマルチ・スズキが占めている。
3. ↑  、スイフトの5ナンバーサイズに対し、バレーノは3ナンバーサイズになる[12]。ただし、2017年9月発売の4代目スイフトスポーツは車幅が1.7mを超えるため、バレーノ同様に3ナンバーサイズ。